# Never Ending Tour 1998
Never Ending Tour 1998 es el decimoprimer año de la gira Never Ending Tour, una gira musical del músico estadounidense Bob Dylan realizada de forma casi ininterrumpida desde el 7 de junio de 1988.

## Trasfondo
El decimoprimer año de la gira Never Ending Tour comenzó en Norteamérica con dos conciertos en New London (Connecticut) y cinco conciertos en el Madison Square Theatre. Dylan continuó ofreciendo conciertos en la costa Este de los Estados Unidos hasta el fin de la primera etapa el 22 de febrero en Fairfax (Virginia).
Después de terminar la primera etapa, Dylan ofreció dos conciertos en Miami (Florida) antes de viajar a Sudamérica en una gira en la que actuó como telonero de The Rolling Stones, así como en conciertos sin el grupo.
Dylan regresó a los Estados Unidos para tocar ocho conciertos con Joni Mitchell y Van Morrison. Poco después de finalizar la nueva etapa norteamericana, Dylan viajó a Europa para ofrecer una gira de 33 conciertos, mayoritariamente en festivales como Rock am Ring and Rock im Park, Norwegian Wood Festival, Roskilde Festival y el Festival de Glastonbury.
En agosto, Dylan viajó a Australia para ofrecer sus primeros conciertos desde 1992. La etapa comenzó con un concierto en el Mercury Lounge, y continuó con diez conciertos en Australia antes de ofrecer cuatro con ciertos en Nueva Zelanda, dos de ellos en Auckland.
Tras finalizar su etapa por Oceanía, Dylan se trasladó a Hawái. También tocó seis conciertos más en los Estados Unidos, todos ellos junto a Van Morrison. En octubre, Dylan volvió a ofrecer conciertos en Norteamérica sin el apoyo de otro artista. Tocó siete veces en Canadá y diez en los Estados Unidos. La gira finalizó el 7 de noviembre en Atlanta (Georgia) después de ofrecer 110 conciertos.

## Conciertos
| #            | Fecha                    | Ciudad         | País              | Escenario                                 | Entradas vendidas/disponibles | Taquilla   |
| ------------ | ------------------------ | -------------- | ----------------- | ----------------------------------------- | ----------------------------- | ---------- |
| Norteamérica |                          |                |                   |                                           |                               |            |
| 1            | 13 de enero de 1998      | New London     | Estados Unidos    | Garde Arts Center                         | —                             | —          |
| 2            | 14 de enero de 1998      | New London     | Estados Unidos    | Garde Arts Center                         | —                             | —          |
| 3            | 16 de enero de 1998      | Nueva York     | Estados Unidos    | Madison Square Garden Theater             | —                             | —          |
| 4            | 17 de enero de 1998      | Nueva York     | Estados Unidos    | Madison Square Garden Theater             | —                             | —          |
| 5            | 18 de enero de 1998      | Nueva York     | Estados Unidos    | Madison Square Garden Theater             | —                             | —          |
| 6            | 20 de enero de 1998      | Nueva York     | Estados Unidos    | Madison Square Garden Theater             | —                             | —          |
| 7            | 21 de enero de 1998      | Nueva York     | Estados Unidos    | Madison Square Garden Theater             | —                             | —          |
| 8            | 23 de enero de 1998      | Boston         | Estados Unidos    | Fleet Center                              | 28,800 / 28,800 (100%)        | $1,454,860 |
| 9            | 24 de enero de 1998      | Boston         | Estados Unidos    | Fleet Center                              | 28,800 / 28,800 (100%)        | $1,454,860 |
| 10           | 27 de enero de 1998      | Poughkeepsie   | Estados Unidos    | Mid-Hudson Civic Center                   | —                             | —          |
| 11           | 28 de enero de 1998      | Syracuse       | Estados Unidos    | Landmark Theater                          | —                             | —          |
| 12           | 30 de enero de 1998      | Brookville     | Estados Unidos    | Tilles Center for the Performing Arts     | —                             | —          |
| 13           | 31 de enero de 1998      | Atlantic City  | Estados Unidos    | Etess Arena                               | 4,764 / 4,764 (100%)          | $155,200   |
| 14           | 1 de febrero de 1998     | Newark         | Estados Unidos    | Prudential Hall                           | —                             | —          |
| 15           | 2 de febrero de 1998     | Springfield    | Estados Unidos    | Symphony Hall                             | —                             | —          |
| 16           | 4 de febrero de 1998     | Cleveland      | Estados Unidos    | Public Auditorium                         | —                             | —          |
| 17           | 15 de febrero de 1998    | Toledo         | Estados Unidos    | John F. Savage Hall                       | —                             | —          |
| 18           | 17 de febrero de 1998    | St. Louis      | Estados Unidos    | Fox Theatre                               | —                             | —          |
| 19           | 19 de febrero de 1998    | Cincinnati     | Estados Unidos    | Cincinnati Gardens                        | 4,410 / 7,310 (60%)           | $124,852   |
| 20           | 20 de febrero de 1998    | Bristol        | Estados Unidos    | Viking Hall                               | —                             | —          |
| 21           | 22 de febrero de 1998    | Fairfax        | Estados Unidos    | Patriot Center                            | —                             | —          |
| 22           | 30 de marzo de 1998      | Miami Beach    | Estados Unidos    | Cameo Theater                             | —                             | —          |
| 23           | 31 de marzo de 1998      | Miami Beach    | Estados Unidos    | Cameo Theater                             | —                             | —          |
| Sudamérica   |                          |                |                   |                                           |                               |            |
| 24           | 4 de abril de 1998       | Buenos Aires   | Argentina         | River Plate Stadium                       | —                             | —          |
| 25           | 5 de abril de 1998       | Buenos Aires   | Argentina         | River Plate Stadium                       | —                             | —          |
| 26           | 7 de abril de 1998       | Porto Alegre   | Brasil            | Bar Opiniao                               | —                             | —          |
| 27           | 11 de abril de 1998      | Río de Janeiro | Brasil            | Praça da Apoteose                         | —                             | —          |
| 28           | 13 de abril de 1998      | São Paulo      | Brasil            | Ibirapuera Sporting Complex               | —                             | —          |
| 29           | 15 de abril de 1998      | Santiago       | Chile             | Teatro Monumental                         | —                             | —          |
| Norteamérica |                          |                |                   |                                           |                               |            |
| 30           | 14 de mayo de 1998       | Vancouver      | Canadá            | General Motors Arena                      | —                             | —          |
| 31           | 16 de mayo de 1998       | George         | Estados Unidos    | The Gorge Amphitheatre                    | —                             | —          |
| 32           | 17 de mayo de 1998       | George         | Estados Unidos    | The Gorge Amphitheatre                    | —                             | —          |
| 33           | 19 de mayo de 1998       | San Jose       | Estados Unidos    | San Jose Arena                            | 14,185 / 14,185 (100%)        | $865,425   |
| 34           | 21 de mayo de 1998       | Los Ángeles    | Estados Unidos    | Pauley Pavilion                           | —                             | —          |
| 35           | 22 de mayo de 1998       | Los Ángeles    | Estados Unidos    | Pauley Pavilion                           | —                             | —          |
| 36           | 23 de mayo de 1998       | Anaheim        | Estados Unidos    | Arrowhead Pond Arena                      | 12,329 / 12,329 (100%)        | $802,580   |
| Europa       |                          |                |                   |                                           |                               |            |
| 37           | 30 de mayo de 1998       | Nürburg        | Alemania          | Nürburgring                               | —                             | —          |
| 38           | 31 de mayo de 1998       | Nuremberg      | Alemania          | Frankenstadion                            | —                             | —          |
| 39           | 2 de junio de 1998       | Leipzig        | Alemania          | Messehalle Leipzig                        | —                             | —          |
| 40           | 3 de junio de 1998       | Berlín         | Alemania          | Waldbühne                                 | —                             | —          |
| 41           | 4 de junio de 1998       | Rostock        | Alemania          | Stadthalle Rostock                        | —                             | —          |
| 42           | 6 de junio de 1998       | Malmö          | Suecia            | Sibbarps Strand                           | —                             | —          |
| 43           | 7 de junio de 1998       | Oslo           | Noruega           | Frognerbadet                              | —                             | —          |
| 44           | 9 de junio de 1998       | Estocolmo      | Suecia            | Globe Arena                               | —                             | —          |
| 45           | 10 de junio de 1998      | Gothenburg     | Suecia            | Scandinavium                              | —                             | —          |
| 46           | 11 de junio de 1998      | Copenhagen     | Dinamarca         | Forum Copenhagen                          | —                             | —          |
| 47           | 12 de junio de 1998      | Hamburgo       | Alemania          | Hamburg Stadtpark                         | —                             | —          |
| 48           | 14 de junio de 1998      | Bremen         | Alemania          | Stadthalle                                | —                             | —          |
| 49           | 15 de junio de 1998      | Róterdam       | Países Bajos      | Ahoy Rotterdam                            | —                             | —          |
| 50           | 16 de junio de 1998      | Essen          | Alemania          | Grugahalle                                | —                             | —          |
| 51           | 17 de junio de 1998      | Bruselas       | Bélgica           | Forest National                           | —                             | —          |
| 52           | 19 de junio de 1998      | Belfast        | Irlanda del Norte | Belfast Botanic Gardens                   | —                             | —          |
| 53           | 20 de junio de 1998      | Newcastle      | Inglaterra        | Telewest Arena                            | —                             | —          |
| 54           | 21 de junio de 1998      | Glasgow        | Escocia           | Scottish Exhibition and Conference Centre | —                             | —          |
| 55           | 23 de junio de 1998      | Sheffield      | Inglaterra        | Sheffield Arena                           | —                             | —          |
| 56           | 24 de junio de 1998      | Birmingham     | Inglaterra        | National Exhibition Centre                | —                             | —          |
| 57           | 25 de junio de 1998      | Manchester     | Inglaterra        | NYNEX Arena                               | —                             | —          |
| 58           | 26 de junio de 1998      | Roskilde       | Dinamarca         | Roskilde Dyrskueplads                     | —                             | —          |
| 59           | 27 de junio de 1998      | Londres        | Inglaterra        | Wembley Arena                             | —                             | —          |
| 60           | 28 de junio de 1998      | Pilton         | Inglaterra        | Worthy Farm                               | —                             | —          |
| 61           | 30 de junio de 1998      | París          | Francia           | Zénith de Paris                           | —                             | —          |
| 62           | 1 de julio de 1998       | Dijon          | Francia           | Palais des Sports de Dijon                | —                             | —          |
| 63           | 3 de julio de 1998       | Montreux       | Suiza             | Stravinsky Hall                           | —                             | —          |
| 64           | 4 de julio de 1998       | Villafranca    | Italia            | Castello Scaligero                        | —                             | —          |
| 65           | 5 de julio de 1998       | Roma           | Italia            | Piazza di Spagna                          | —                             | —          |
| 66           | 6 de julio de 1998       | Lucca          | Italia            | Piazza Napoleone                          | —                             | —          |
| 67           | 9 de julio de 1998       | Turín          | Italia            | Collegno Torino                           | —                             | —          |
| 68           | 11 de julio de 1998      | Escalante      | España            | La Guingueta                              | —                             | —          |
| 69           | 12 de julio de 1998      | Zúrich         | Suiza             | Frauenfeld Racetrack                      | —                             | —          |
| Oceanía      |                          |                |                   |                                           |                               |            |
| 70           | 19 de agosto de 1998     | Melbourne      | Australia         | Mercury Lounge                            | —                             | —          |
| 71           | 21 de agosto de 1998     | Melbourne      | Australia         | Rod Laver Arena                           | —                             | —          |
| 72           | 22 de agosto de 1998     | Melbourne      | Australia         | Rod Laver Arena                           | —                             | —          |
| 73           | 24 de agosto de 1998     | Adelaide       | Australia         | Adelaide Entertainment Centre             | —                             | —          |
| 74           | 26 de agosto de 1998     | Perth          | Australia         | Burswood Dome                             | —                             | —          |
| 75           | 28 de agosto de 1998     | Darwin         | Australia         | Darwin Amphitheatre                       | —                             | —          |
| 76           | 30 de agosto de 1998     | Townsville     | Australia         | Townsville Entertainment Centre           | —                             | —          |
| 77           | 1 de septiembre de 1998  | Brisbane       | Australia         | Brisbane Entertainment Centre             | —                             | —          |
| 78           | 3 de septiembre de 1998  | Sídney         | Australia         | Sídney Entertainment Centre               | —                             | —          |
| 79           | 4 de septiembre de 1998  | Sídney         | Australia         | Sídney Entertainment Centre               | —                             | —          |
| 80           | 5 de septiembre de 1998  | Wollongong     | Australia         | WIN Entertainment Centre                  | —                             | —          |
| 81           | 7 de septiembre de 1998  | Auckland       | Nueva Zelanda     | North Shore Events Centre                 | —                             | —          |
| 82           | 8 de septiembre de 1998  | Auckland       | Nueva Zelanda     | North Shore Events Centre                 | —                             | —          |
| 83           | 10 de septiembre de 1998 | Wellington     | Nueva Zelanda     | Queens Wharf Events Centre                | —                             | —          |
| 84           | 12 de septiembre de 1998 | Christchurch   | Nueva Zelanda     | Christchurch Entertainment Centre         | —                             | —          |